# Ordine al merito civile (Bulgaria)
L'Ordine al merito civile di Bulgaria fu istituito il 2 agosto 1891 da Ferdinando I di Bulgaria, al fine di premiare tutti i civili con servizio esemplare o atti di merito che meritassero la gratitudine del paese.

## Storia
L'Ordine al merito civile fu istituito il 2 agosto 1891 dal principe Ferdinando I di Bulgaria, come ordine nazionale al merito, diviso però in due bracci, ovvero civile e militare, e veniva conferito a civili per servizio esemplare o atti di merito che meritassero la gratitudine del Paese. L'ordine comprendeva sei classi, potendo essere conferito a cittadini bulgari e stranieri, con la benevolenza personale del monarca, per grandi meriti nello sviluppo e nel consolidamento della società civile. Nel 1908, la sospensione della corona passò dalla forma "Knyaz" (principesco) a quella "Zar", come in questo esempio, quando la Bulgaria fu dichiarata regno. L'Ordine al merito civile si colloca al di sotto dell'Ordine di Sant'Alessandro nella gerarchia degli ordini bulgari. Contrariamente a quanto si pensasse, la maggior parte dei destinatari dell'ordine, prima delle Guerre balcaniche, erano cittadini stranieri. Tra questi rientrano alcuni ordini ornati di diamanti, una prerogativa speciale del sovrano.

## Classi
- Cavaliere o Dama di Gran Croce
- Cavaliere o Dama di Grand'Ufficiale
- Cavaliere o Dama Commendatore
- Cavaliere o Dama Ufficiale
- Cavaliere o Dama
- Medaglia

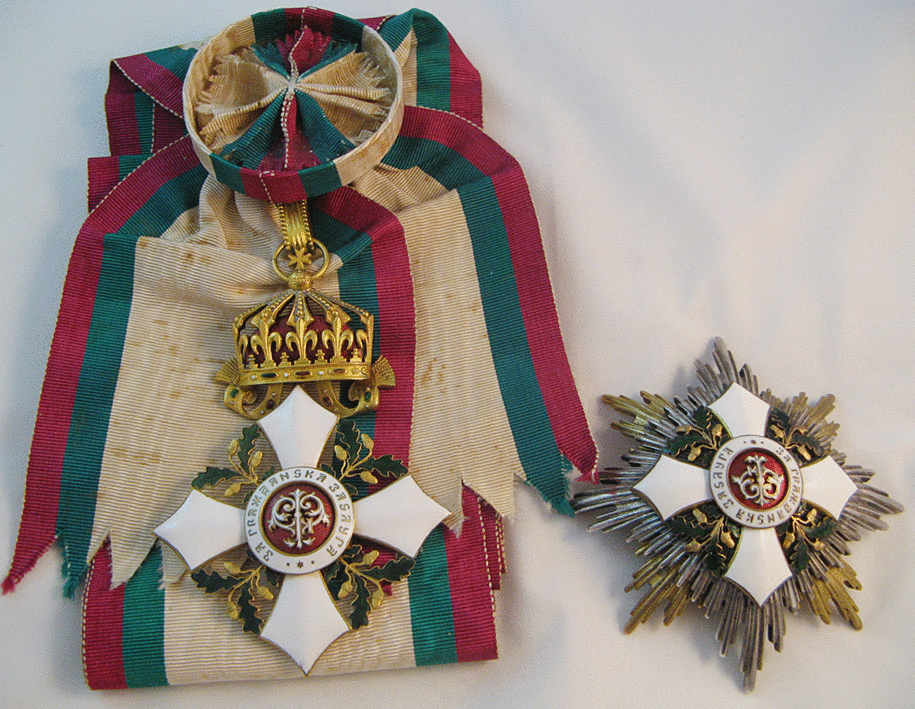
Gran Croce dell'Ordine al merito civile.

Il grado di Gran Croce fu ufficialmente introdotta nel 1933, tuttavia, prima di questa data, la I classe dell'ordine veniva menzionata e conferita come una normale decorazione di gran croce. In pratica, l'introduzione del distintivo di gran croce significava semplicemente che la I classe esistente doveva essere rinominata di conseguenza, mentre al suo posto fu introdotto un distintivo di Gran Croce. Il distintivo di Gran Croce (I classe prima del 1933) rappresentava una croce smaltata di bianco con bordo dorato, larga 75 mm (65 mm per le emissioni di Boris III), sospesa a formare una corona reale dorata e smaltata dal design elaborato. Esistono due tipi principali di corona: il primo tipo aveva la sommità arrotondata e le faldine discendenti. Questo tipo di corona è stato utilizzato tra il 1891 e il 1900. Il secondo tipo di corona aveva molti sottotipi, ma le caratteristiche principali includevano una sommità più piatta e le faldine ritorte verso l'alto e verso l'esterno. Il distintivo era fissato ad un'ampia fascia bianca dell'ordine (circa 10 cm di larghezza) con strisce di bordo verdi e cremisi (rosse). La fascia si indossa sopra dalla spalla destra al fianco sinistro, presentando una rosetta e/o un fiocco all'estremità. Oltre al distintivo e alla fascia, la classe includeva una stella, o placca, ad otto punte da 97 mm, composta da quattro raggi alternati in argento e quattro dorati. Al centro della stella era posizionato l'insegna principale dell'ordine senza la sua corona. La stella si indossa sul lato sinistro del petto. Negli anni 1930 venne stata introdotta una variante leggermente modificata della stella da petto della classe Gran Croce; era più grande, 102 mm, ed i suoi raggi erano composti da una serie di perline in rilievo, anziché dai soliti raggi levigati. La serie di Gran Croce (o serie di 1° classe, prima del 1933) è stata assegnata ai funzionari di più alto rango all'interno della nazione, come ministri, alti prelati, generali in pensione, grandi industriali, ambasciatori stranieri, membri di case reali straniere e relativi seguiti.

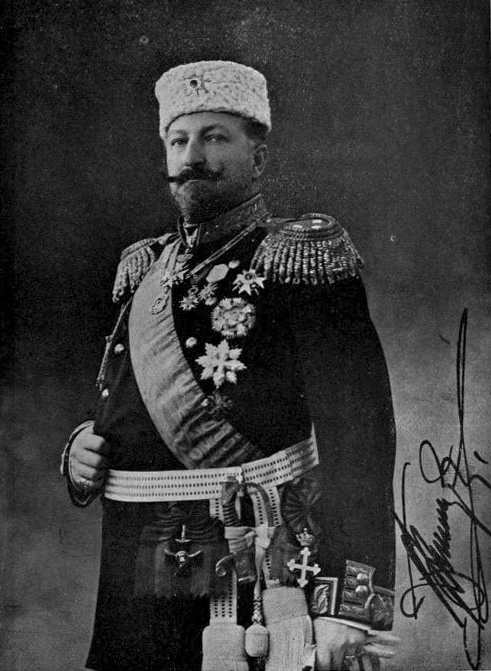
Ferdinando I di Bulgaria (r. 1887 - 1918)

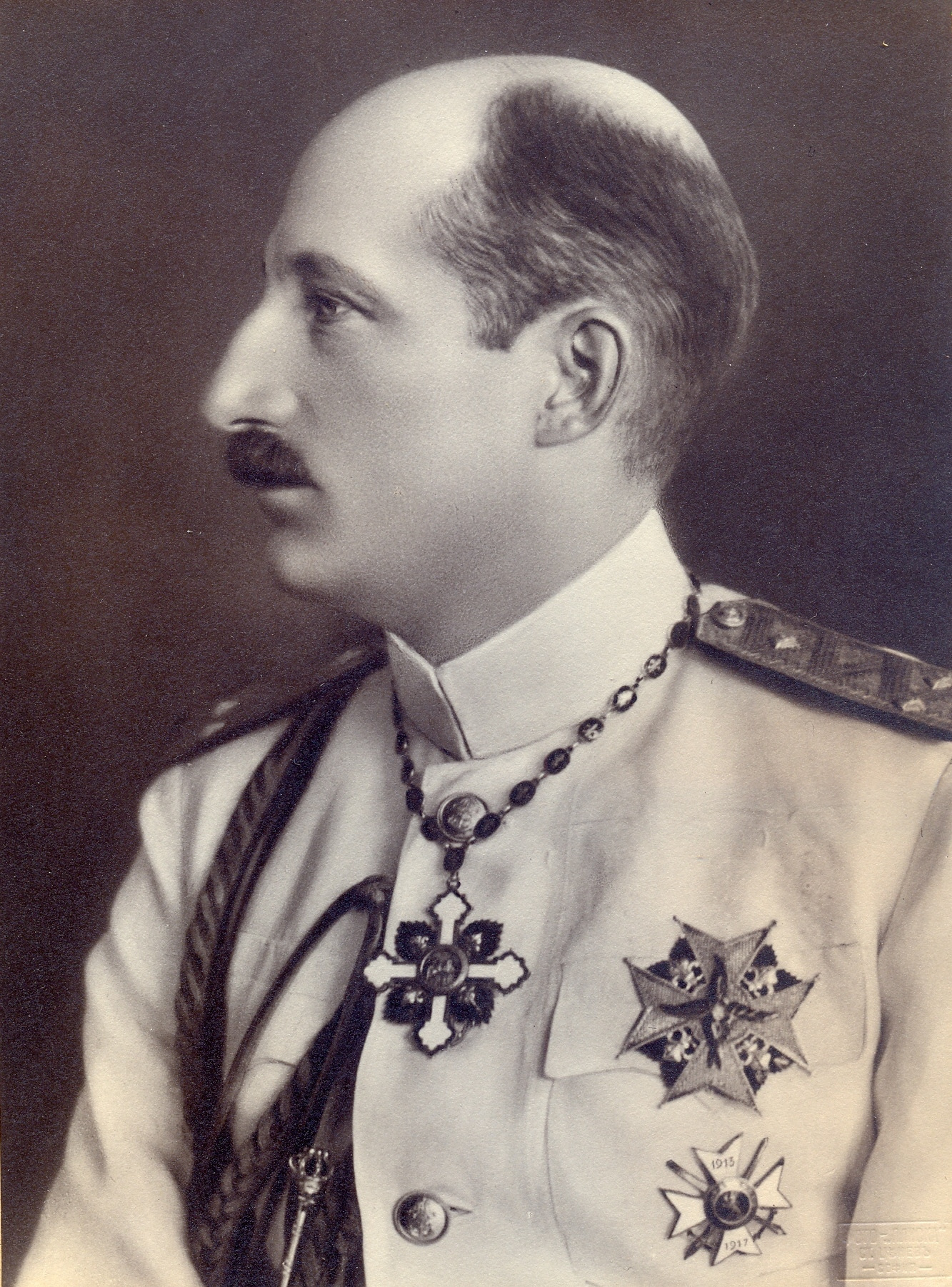
Boris III di Bulgaria (r. 1918 - 1943).

La seconda classe, o Grand'Ufficiale, dell'ordine era composto da un distintivo largo 54-56 mm e veniva indossato su un sottile nastro dell'ordine appeso al collo. Oltre al distintivo, i decorati della croce di grande ufficiale, o II classe, esibivano anche una placca romboidale in argento (88 mm) composta da quattro serie di raggi argentati e il distintivo dell'ordine sovrapposto al centro. Questa si indossava sul lato sinistro del petto. La II classe o di Grand'Ufficiale sono state assegnate a ministri, diplomatici, alti funzionari, ecclesiastici e simili, a seconda del loro status sociale e delle precedenti onorificenze. La terza classe dell'Ordine al merito civile era costituita da una medaglia da collo identica a quella della seconda classe. La differenza è che le decorazioni di terza classe, o di Commendatore, non erano dotate di alcuna placca al petto. Anche in questo caso, l'assegnazione veniva effettuata in base al grado ed ai meriti del destinatario, solitamente alti o medi funzionari, sindaci, diplomatici, arcivescovi e simili. La croce da Ufficiale, o di IV classe, era una croce con bordo dorato di 48-51 mm, appesa a un nastro triangolare con rosetta e indossata sul lato sinistro del petto. Tra le persone decorate con la IV classe figuravano ecclesiastici, sindaci, funzionari pubblici di medio livello e capi della polizia. La quinta classe, o Cavaliere, era rappresentata da una croce della stessa forma e dimensioni della quarta classe, ma invece di essere dorata, i bordi e il corpo della croce erano in argento o argentati, compresi i rametti di quercia che non erano più smaltati. A differenza delle classi superiori dell'ordine, la quinta classe poteva essere conferita con o senza corona, dividendo così la classe in due varianti. La quinta classe o di cavaliere era sospesa ad un nastro piegato a forma triangolare senza rosetta. Questa classe veniva conferita a una vasta gamma di professionisti, come sindaci, agenti di polizia e consiglieri comunali, fino a giornalisti e scienziati. La classe più bassa dell'ordine era la cosiddetta Croce d'argento, o VI classe, rappresentava una croce di 46 mm di larghezza, realizzata interamente in argento o in un'altra lega metallica/argentata. Non presentava smalto né sul dritto né sul rovescio. Analogamente alla quinta classe, anche la croce d'argento poteva essere conferita con o senza corona. Il nastrino era triangolare, senza fascetta o rosetta.

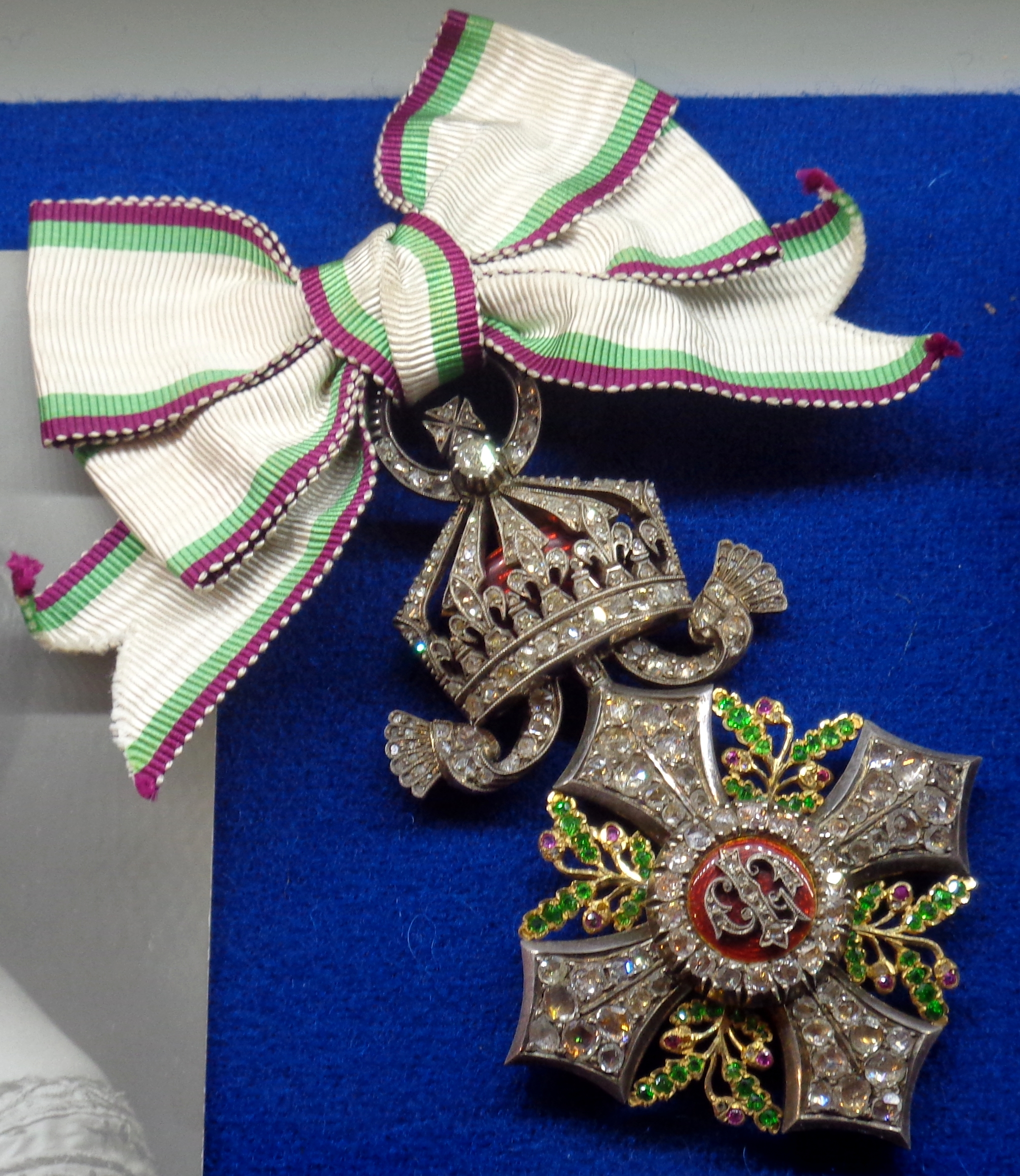
Esempio della divisione femminile,

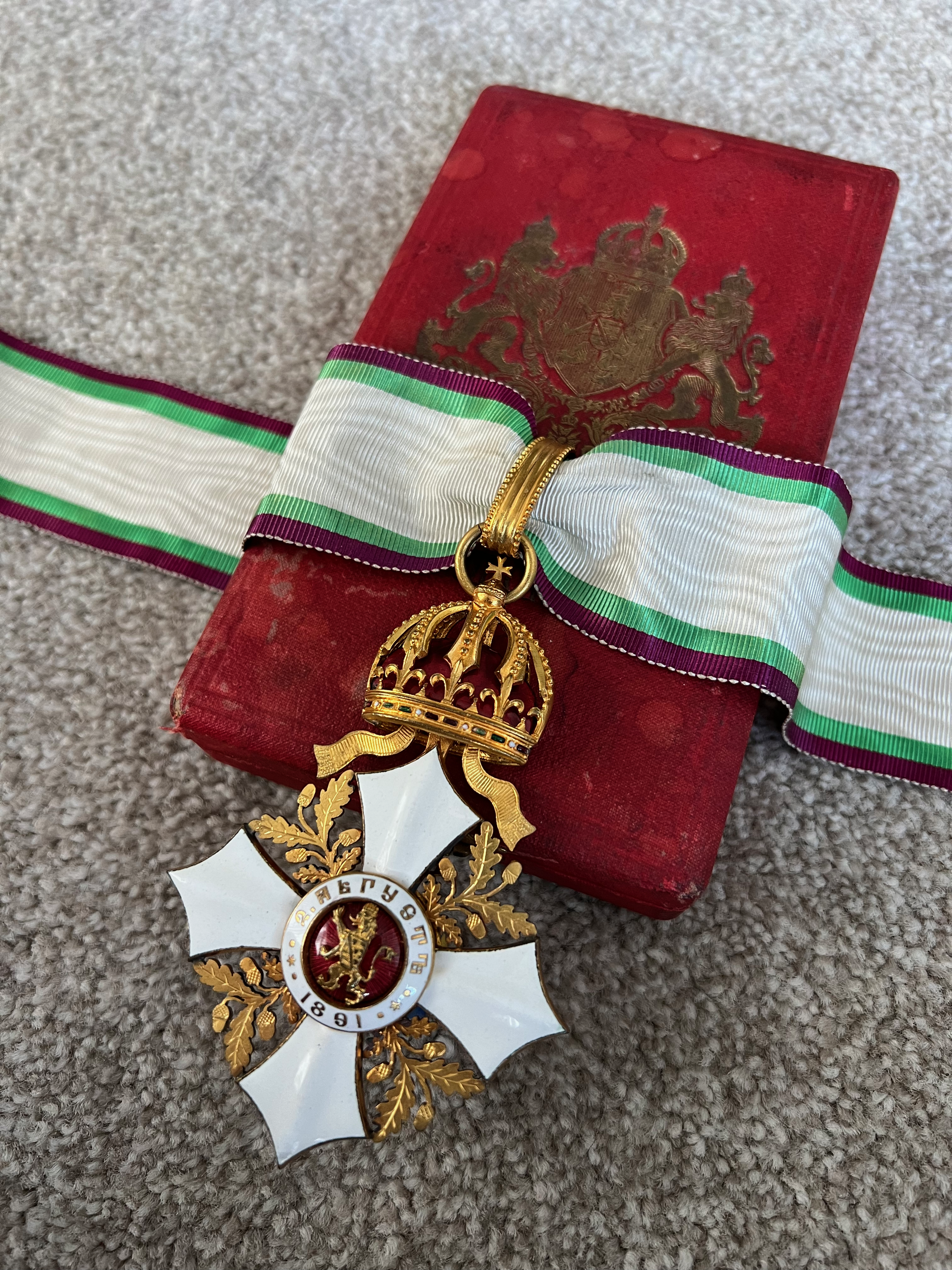
La classe al collo dell'Ordine al merito.

All'Ordine del merito civile venne affiancata una divisione dedicata alle dame: si componeva di tre classi, le cui croci riproducevano sostanzialmente le ultime tre classi della divisione principale, ma sospese ad un nastro più sottile (26-27 mm di larghezza) ma con gli stessi colori, annodato a forma di doppio fiocco. La croce damesca è stata assegnata solo a donne dipendenti pubbliche, giornaliste, attiviste di beneficenza e simili. La prima classe per le dame rappresenta la generica croce coronata di IV classe, ma, come descritto sopra, sospesa al nastro a forma di fiocco. La seconda classe (il distintivo di V classe) rappresenta una croce smaltata di bianco con bordo in argento. Ha due sottoclassi, a seconda che sia sospesa al nastro con una corona o meno. La terza classe era simile alla precedente, ma invece di essere smaltata, la croce era interamente realizzata in una lega metallica e argentata (in rari casi in argento massiccio), in modo identico alla VI classe dell'ordine. Anche in questo caso, esisteva la possibilità di avere o meno un elemento di sospensione a corona come sezione centrale tra la croce e il nastro. A causa della differenziazione basata sulle sospensioni a corona, alcune fonti indicano che inizialmente la croce femminile fosse considerata a 5 classi, ma questa disposizione è stata presto revocata.

## Insegne régie
- La medaglia dell'Ordine consiste in una croce pisana smaltata di bianco. All'incrocio delle braccia si trovano dei rami di quercia con ghiande in argento. Al centro si trova un medaglione che reca, al diritto, il monogramma di Ferdinando I di Bulgaria, fondatore dell'ordine, in oro su sfondo rosso circondato da un anello a smalto bianco con la titolatura dell'Ordine in oro. Il retro, invece, reca un leone d'oro su sfondo rosso.
- Il nastro è bianco con una striscia rossa e verde per parte.